# 176gy busz (Budapest, 1979–1990)
A budapesti 176-os (gyors 176-os) jelzésű autóbusz a Kerepestarcsa Kórház és az Újszász utca között közlekedett körforgalomban. A járatot a Budapesti Közlekedési Vállalat üzemeltette.

## Története
A járatot a kerepestarcsai Flór Ferenc Kórház megnyitása után nem sokkal, 1979. július 1-jén indították el 176-os jelzéssel a kórház és a Bökényföldi út között körforgalomban. A buszok a Szabad Föld úton érték el a Bökényföldi utat, ahonnan a XXXI. utcán (mai Újszász utca) és a Vidám vásár utcán keresztül tették meg a körforgalmat. 1987-től a Kultúrház utcán keresztül közlekedett és az Ilonatelep, HÉV-állomásnál ért vissza a Szabad Föld útra, illetve új megállókat kapott a Műkő utcánál, a Cinke utcánál és a Georgina utcánál. 1990. szeptember 1-jén megszűnt gyorsjárati jellege és alapjáratként, 176-os jelzéssel közlekedett tovább, ám egy évvel később az is megszűnt, a 92-es buszt pedig meghosszabbították a kórházig.

## Útvonala
| Újszász utca felé | Kerepestarcsa Kórház felé |
| --- | --- |
| Kerepestarcsa Kórház vá. – kórházi bekötőút – Szabadság útja – Budapest, Szabad Föld út – Veres Péter út – Bökényföldi út – Újszász utca mh. | Újszász utca mh. – Újszász utca – Somkút utca – Vidám vásár utca – Kultúrház utca – Gazdaság út – Szabad Föld út – Kerepestarcsa, Szabadság útja – kórházi bekötőút – Kerepestarcsa Kórház vá. |

## Megállóhelyei
| 0  | Kerepestarcsa Kórház végállomás |                                |
| 4  | Cinkotai köztemető              |                                |
| 7  | Műkő utca                       | 92                             |
| 10 | Vidám vásár utca                | Gödöllői és csömöri HÉV 75, 92 |
| 14 | Bökényföldi út                  | 45, 76, 92                     |
| 16 | Újszász utca                    | 45, 46, 76, 192                |
| 19 | Farkas-halom utca               | 45, 46, 192                    |
| 20 | Cinke utca                      | 45, 192                        |
| 21 | Georgina utca                   | 45, 92, 192                    |
| 23 | Jövendő utca                    | 45, 92                         |
| 25 | Szabad Föld út                  | Gödöllői HÉV 92                |
| 27 | Cinkotai köztemető              |                                |
| 31 | Kerepestarcsa Kórház végállomás | Gödöllői HÉV                   |